# Eimear Quinn
Eimear Quinn (n. 18 decembrie 1972, Dublin, Irlanda) este o cântăreață și compozitoare din Irlanda. Aceasta a câștigat Concursul Muzical Eurovision în anul 1996.